# Aeródromo San Miguel
El Aeródromo San Miguel (OACI: SCOE) es un terminal aéreo ubicado cerca de Romeral, en la Provincia de Curicó, Región del Maule, Chile. Es de propiedad privada.